# Heinz Josef Dick
Heinz Josef Dick (* 2. Oktober 1949 in Glehn) ist ein deutscher Pädagoge und Kommunalpolitiker. Er war von 1999 bis 2015 hauptamtlicher Bürgermeister (CDU) in Korschenbroich, Rhein-Kreis Neuss, Nordrhein-Westfalen.

## Leben
Nach der Grundschulzeit und dem Abitur studierte Dick Mathematik, Physik, Pädagogik und Philosophie an der Universität zu Köln. Danach war er am Georg-Büchner-Gymnasium in Kaarst tätig, zuletzt als Studiendirektor.
Dick war von 1989 bis 1999 Stadtratsmitglied in Korschenbroich und dort von 1994 bis 1999 Fraktionsvorsitzender. Er wurde erstmals am 1. Oktober 1999 zum Bürgermeister von Korschenbroich gewählt und in den Jahren 2004 und 2009 wiedergewählt.
Heinz Josef Dick wohnt mit der Familie in seinem Geburtsort Glehn.
| Personendaten    | Personendaten                                               |
| ---------------- | ----------------------------------------------------------- |
| NAME             | Dick, Heinz Josef                                           |
| KURZBESCHREIBUNG | deutscher Politiker (CDU), Bürgermeister von Korschenbroich |
| GEBURTSDATUM     | 2. Oktober 1949                                             |
| GEBURTSORT       | Glehn                                                       |